# ماتيوس غاليانو كورين
ماتيوس غاليانو كورين (بالسلوفينية: Gal Koren) هو لاعب هوكي الجليد سلوفيني، ولد في 16 يناير 1992 في دومجاله في سلوفينيا.

## وصلات خارجية
- ماتيوس غاليانو كورين على موقع EliteProspects.com (الإنجليزية)
- ماتيوس غاليانو كورين على موقع Eurohockey.com (الإنجليزية)
- ماتيوس غاليانو كورين على موقع HockeyDB.com (الإنجليزية)